# 1968
1968. је била преступна година.

## Догађаји

### Јануар
- 21. јануар — Почела је битка за Ке Сан у Вијетнамском рату.
- 21. јануар — Амерички бомбардер Боинг B-52 који је носио 4 хидрогенске бомбе се срушио на Гренланду.
- 23. јануар — Морнарица Северне Кореје у територијалним водама заробила амерички шпијунски брод УСС Пуебло.
- 30. јануар — у Вијетнамском рату почела једномесечна офанзива названа „Тет“, под командом северновијетнамског генерала Во Нгујен Ђапа, током које су северновијетнамске трупе и јужновијетнамски герилци напали Сајгон и више од 100 других места у Јужном Вијетнаму.

### Фебруар
- 25. фебруар — Јужнокорејски војници су убили 135 ненаоружаних становника села Ха Мај у јужновијетнамској покрајини Кванг Нам.

### Март
- 16. март — Амерички војници убили су неколико стотина цивила у селу Ми Лај у Јужном Вијетнаму.
- 17. март — Пронађено је више од 6.000 мртвих оваца угинулих као последица тестирања нервног гаса у Скал Велију у Јути.
- 31. март — Амерички председник Линдон Џонсон је најавио да се неће поново кандидовати.

### Април
- 4. април — Амерички борац за људска права Мартин Лутер Кинг је убијен у Мемфису.

### Мај
- 3. мај — Сукобима студената са полицијом у Паризу су почеле студентске демонстрације које су се касније прошириле на цео свет.
- 19. мај — Одржани су Парламентарни избори у Италији 1968.
- 29. мај — Савет безбедности УН увео санкције Родезији због расне дискриминације режима Ијана Смита.
- 29. мај — Добрица Ћосић, на седници ЦК СК Србије, изјавио да се на Косову врши терор над Србима и да косовске власти ништа не чине да би то спречиле. ЦК се оградио од ових ставова, и овај догађај означио је почетак Ћосићевог дисидентства.

### Јун
- 3. јун — У Београду, а потом и у другим универзитетским центрима у Југославији, почеле су студентске демонстрације, прве у комунистичкој Југославији.
- 5. јун — Палестинац Сирхан Сирхан у атентату у Лос Анђелесу смртно ранио америчког сенатора Роберта Кенедија, млађег брата убијеног председника Џона Кенедија.
- 5. јун — 10. јун - У Италији је одржано Европско првенство у фудбалу. Титулу европских првака је понела Италија, која је у другој финалној утакмици савладала Југославију 2:0.
- 9. јун — Након Титовог говора на државној телевизији, окончане студентске демонстрације у Београду.

### Јул
- 13. јул — У експлозији бомбе у биоскопу „20. октобар“ у Београду које је подметнуло Хрватско револуционарно братство погинула је једна особа, а 77 је повређено.

### Август
- 20. август — 21. август - Трупе Варшавског пакта предвођене Совјетским Савезом упале у Чехословачку и окончале Прашко пролеће.

### Новембар
- 5. новембар — На председничким изборима у САД, кандидат Републиканске странке, Ричард Никсон, победио је кандидата Демократске странке и актуелног потпредседника Хјуберта Хамфрија, као и кандидата Америчке независне странке Џорџа Воласа.

### Децембар
- 10. децембар — Пљачка од триста милиона јена
- 24. децембар — Америчка свемирска летелица Аполо 8 је ушла у орбиту око Месеца, а астронаути Френк Борман, Џим Лавел и Вилијам А. Андерс су постали први људи који су видели тамну страну Месеца. Такође су прочитали Књигу постања.
- 31. децембар — Суперсонични совјетски путнички авион „Тупољев Ту-144” обавио први лет, неколико месеци пре британско-француске суперсоничне летелице „Конкорд”.

## Рођења

### Јануар
- 1. јануар — Рик Џеј Џордан, немачки музички продуцент, дизајнер звука, инжењер звука и композитор, најпознатији по раду у групи Scooter[1]
- 1. јануар — Давор Шукер, хрватски фудбалер[2]
- 2. јануар — Кјуба Гудинг Јуниор, амерички глумац[3]
- 3. јануар — Љубиша Опачић, српски музичар и музички продуцент, најпознатији као гитариста групе Бајага и инструктори (прем. 2008)
- 12. јануар — Богољуб Митић, српски глумац, комичар и ТВ водитељ (прем. 2017)[4]
- 13. јануар — Трејси Бингам, америчка глумица и модел[5]
- 13. јануар — Ђани Морбидели, италијански аутомобилиста, возач Формуле 1[6]
- 18. јануар — Драгана Мирковић, српска певачица
- 22. јануар — Франк Лебеф, француски фудбалер и глумац
- 23. јануар — Петр Корда, чешки тенисер
- 28. јануар — Раде Милутиновић, српски кошаркаш[7]

### Фебруар
- 1. фебруар — Лиса Мари Присли, америчка музичарка (прем. 2023)
- 2. фебруар — Ивана Жигон, српска глумица[8]
- 2. фебруар — Бојан Зулфикарпашић, француско-српски џез пијаниста
- 3. фебруар — Владе Дивац, српски кошаркаш
- 8. фебруар — Гари Колман, амерички глумац и комичар (прем. 2010)[9]
- 12. фебруар — Џош Бролин, амерички глумац[10]
- 13. фебруар — Кели Ху, америчка глумица и модел[11]
- 15. фебруар — Мајк Димкич, амерички музичар, најпознатији као гитариста група  и
- 15. фебруар — Глорија Треви, мексичка музичарка, плесачица, глумица и ТВ водитељка
- 19. фебруар — Радован Јелашић, српски економиста, гувернер Народне банке Србије (2004—2010)
- 22. фебруар — Џери Рајан, америчка глумица[12]
- 26. фебруар — Небојша Илић, српски кошаркаш[13]

### Март
- 2. март — Данијел Крејг, енглески глумац[14]
- 4. март — Петси Кенсит, енглеска глумица, музичарка и модел[15]
- 6. март — Мојра Кели, америчка глумица[16]
- 7. март — Горан Марић, српски музичар, најпознатији као певач групе Бјесови[17]
- 9. март — Јури Џоркаеф, француски фудбалер[18]
- 10. март — Павел Срничек, чешки фудбалски голман (прем. 2015)[19]
- 11. март — Лиса Лоуб, америчка музичарка, музичка продуценткиња, глумица, уметница и списатељица[20]
- 12. март — Арон Екхарт, амерички глумац[21]
- 15. март — Сабрина Салерно, италијанска музичарка, музичка продуценткиња, модел, глумица и ТВ водитељка[22]
- 17. март — Драган Маринковић Маца, босанскохерцеговачки глумац[23]
- 23. март — Фернандо Јеро, шпански фудбалер и фудбалски тренер[24]
- 27. март — Шако Полумента, црногорски певач
- 28. март — Олег Новковић, српски редитељ и сценариста[25]
- 29. март — Луси Лолес, новозеландска глумица[26]
- 30. март — Селин Дион, канадска музичарка[27]
- 31. март — Сезар Сампајо, бразилски фудбалер[28]

### Април
- 8. април — Патриша Аркет, америчка глумица[29]
- 16. април — Грег Бејкер, амерички глумац и музичар[30]
- 19. април — Ешли Џад, америчка глумица[31]
- 21. април — Татјана Устинова, руска књижевница, сценаристкиња и преводитељка[32]
- 24. април — Ејдан Гилен, ирски глумац[33]

### Мај
- 1. мај — Оливер Бироф, немачки фудбалер[34]
- 7. мај — Трејси Лордс, америчка глумица, музичарка, модел, списатељица, режисерка и продуценткиња[35]
- 10. мај — Емилија Кокић, хрватска музичарка
- 10. мај — Ерик Паладино, амерички глумац[36]
- 20. мај — Милица Милша, српска глумица[37]
- 20. мај — Тимоти Олифант, амерички глумац и продуцент[38]
- 26. мај — Фредерик X, краљ Данске[39]
- 28. мај — Кајли Миног, аустралијска музичарка и глумица[40]
- 31. мај — Александар Маџар, српски пијаниста

### Јун
- 6. јун — Ненад Марковић, босанскохерцеговачки кошаркаш и кошаркашки тренер[41]
- 8. јун — Иван Гавриловић, српски певач[42]
- 9. јун — Недељко Бајић Баја, српско-босанскохерцеговачки певач[43]
- 9. јун — Еди Марсан, енглески глумац[44]
- 14. јун — Јасмин Блит, америчка глумица[45]
- 17. јун — Славиша Копривица, српски кошаркаш[46]
- 17. јун — Лука Павићевић, српско-црногорски кошаркаш и кошаркашки тренер[47]
- 20. јун — Роберт Родригез, амерички редитељ, сценариста и продуцент[48]
- 22. јун — Миодраг Божовић, црногорски фудбалер и фудбалски тренер[49]
- 26. јун — Паоло Малдини, италијански фудбалер[50]
- 28. јун — Тања Рибич, словеначка глумица и певачица[51]

### Јул
- 1. јул — Жорди Мола, шпански глумац[52]
- 3. јул — Уликс Фехмиу, српски глумац[53]
- 5. јул — Мајкл Сталбарг, амерички глумац[54]
- 5. јул — Алекс Циле, швајцарски бициклиста
- 8. јул — Били Крудап, амерички глумац[55]
- 9. јул — Паоло ди Канио, италијански фудбалер и фудбалски тренер
- 12. јул — Игор Маројевић, српски књижевник
- 15. јул — Летисија Калдерон, мексичка глумица[56]
- 18. јул — Зоран Милинковић, српски фудбалер и фудбалски тренер
- 23. јул — Гари Пејтон, амерички кошаркаш[57]
- 24. јул — Кристин Ченоует, америчка глумица и музичарка[58]
- 26. јул — Оливија Вилијамс, енглеска глумица[59]
- 27. јул — Марија Грација Кучинота, италијанска глумица[60]
- 27. јул — Клиф Кертис, новозеландски глумац[61]
- 27. јул — Џулијан Макман, аустралијски глумац (прем. 2025)[62]
- 30. јул — Тери Круз, амерички глумац, комичар и играч америчког фудбала[63]

### Август
- 2. август — Штефан Ефенберг, немачки фудбалер и фудбалски тренер[64]
- 5. август — Марин ле Пен, француска политичарка
- 6. август — Андреа Тринкијери, италијански кошаркашки тренер
- 9. август — Џилијан Андерсон, америчка глумица[65]
- 9. август — Ерик Бана, аустралијски глумац и комичар[66]
- 10. август — Дејан Чуровић, српски фудбалер (прем. 2019)[67]
- 11. август — Ана Ган, америчка глумица[68]
- 13. август — Златан Стипишић, хрватски музичар
- 14. август — Кетрин Бел, америчка глумица[69]
- 15. август — Дебра Месинг, америчка глумица[70]
- 16. август — Славиша Јокановић, српски фудбалер и фудбалски тренер[71]
- 16. август — Матеја Свет, словеначка алпска скијашица
- 17. август — Хелен Макрори, енглеска глумица (прем. 2021)[72]
- 27. август — Дафни Колер, израелско-америчка информатичарка
- 27. август — Петар Наумоски, македонски кошаркаш[73]
- 28. август — Били Бојд, шкотски глумац и музичар[74]

### Септембар
- 7. септембар — Марсел Десаи, француски фудбалер[75]
- 10. септембар — Гај Ричи, енглески режисер, продуцент и сценариста[76]
- 11. септембар — Славен Билић, хрватски фудбалер и фудбалски тренер[77]
- 11. септембар — Љубинко Друловић, српски фудбалер и фудбалски тренер[78]
- 14. септембар — Дејан Мијатовић, српски кошаркаш и кошаркашки тренер[79]
- 16. септембар — Марк Ентони, амерички музичар, глумац, музички и ТВ продуцент[80]
- 16. септембар — Тара Крос Бетл, америчка одбојкашица
- 17. септембар — Анастасија, америчка музичарка
- 18. септембар — Тони Кукоч, хрватски кошаркаш[81]
- 19. септембар — Лила Даунс, мексичка музичарка и глумица[82]
- 19. септембар — Дејв Кларк, енглески ди-џеј и продуцент електронске музике
- 19. септембар — Дамир Урбан, хрватски музичар
- 21. септембар — Анто Дробњак, црногорски фудбалер[83]
- 23. септембар — Небојша Гудељ, српско-босанскохерцеговачки фудбалер и фудбалски тренер[84]
- 23. септембар — Лидија Михајловић, српскоа стрелкиња
- 25. септембар — Вил Смит, амерички глумац и музичар[85]
- 26. септембар — Џејмс Кавизел, амерички глумац[86]
- 28. септембар — Наоми Вотс, енглеска глумица и филмска продуценткиња[87]
- 28. септембар — Мика Хекинен, фински аутомобилиста, возач Формуле 1
- 29. септембар — Драган Шкрбић, српски рукометаш[88]
- 30. септембар — Анита Манчић, српска глумица[89]

### Октобар
- 2. октобар — Јана Новотна, чешка тенисерка (прем. 2017)
- 3. октобар — Марија Луиса Каље, колумбијска бициклисткиња[90]
- 7. октобар — Том Јорк, енглески музичар, најпознатији као фронтмен групе
- 8. октобар — Звонимир Бобан, хрватски фудбалер[91]
- 8. октобар — Лирој Торнхил, енглески музичар, ди-џеј и плесач, најпознатији као члан групе
- 12. октобар — Хју Џекман, аустралијски глумац, певач и филмски продуцент[92]
- 15. октобар — Дидје Дешан, француски фудбалер и фудбалски тренер
- 15. октобар — Ванеса Марсил, америчка глумица[93]
- 18. октобар — Михаел Штих, немачки тенисер[94]
- 26. октобар — Јосип Вранковић, хрватски кошаркаш и кошаркашки тренер
- 26. октобар — Роберт Јарни, хрватски фудбалер и фудбалски тренер[95]
- 28. октобар — Стивен Хантер, новозеландски глумац

### Новембар
- 3. новембар — Аца Лукас, српски певач
- 5. новембар — Сем Роквел, амерички глумац[96]
- 7. новембар — Слађана Делибашић, српска певачица и плесачица, најпознатија као чланица групе Ђогани
- 8. новембар — Паркер Поузи, америчка глумица и музичарка[97]
- 10. новембар — Иштар, израелска певачица[98]
- 10. новембар — Трејси Морган, амерички глумац и комичар[99]
- 18. новембар — Овен Вилсон, амерички глумац, сценариста и продуцент[100]
- 20. новембар — Пол Шеринг, амерички сценариста и редитељ[101]
- 30. новембар — Лоран Жалабер, француски бициклиста[102]

### Децембар
- 2. децембар — Луси Лу, америчка глумица и режисерка[103]
- 2. децембар — Нејт Мендел, амерички музичар, најпознатији као басиста групе
- 3. децембар — Брендан Фрејзер, америчко-канадски глумац[104]
- 11. децембар — Фабрицио Раванели, италијански фудбалер и фудбалски тренер
- 15. децембар — Гарет Ванг, амерички глумац[105]
- 18. децембар — Каспер ван Дин, амерички глумац[106]
- 18. децембар — Алехандро Санз, шпански музичар[107]
- 22. децембар — Луис Ернандез, мексички фудбалер[108]
- 22. децембар — Дајна Мајер, америчка глумица[109]
- 23. децембар — Јернеј Шугман, словеначки глумац (прем. 2017)[110]
- 25. децембар — Југослава Драшковић, српска глумица[111]
- 26. децембар — Александар Кнежевић, српски рукометаш и рукометни тренер[112]
- 27. децембар — Дубравка Мијатовић, српска глумица

## Смрти

### Јануар
- 10. јануар — Вука Костић, српска глумица. (*1891).[113]

### Фебруар
- 21. фебруар — Хауард Флори, аустралијски научник. (*1898).

### Март
- 27. март — Јуриј Гагарин, совјетски космонаут

### Април
- 1. април — Лав Ландау, руски физичар и математичар. Добитник Нобелове награде из физике 1962. (*1908).
- 4. април — Мартин Лутер Кинг, амерички баптистички свештеник и борац за грађанска права

### Мај
- 10. мај — Василиј Соколовски, маршал Совјетског Савеза[114]

### Јун
- 16. јун — Вера Илић-Ђукић, српска глумица. (*1928).[115]

### Септембар
- 25. мај — Георг фон Кихлер, немачки фелдмаршал[116]

### Август
- 3. август — Константин Рокосовски, маршал Совјетског Савеза

### Септембар
- 1. септембар — Ђузепе Енричи, италијански бициклиста. (* 1896)

### Октобар
- 27. октобар — Лиза Мајтнер, аустријски физичар. (*1878).

### Новембар
- 7. новембар — Рамон Менендез Пидал, шпански филолог и историчар

### Децембар
- 20. децембар — Џон Стајнбек, амерички књижевник[117]
- 30. децембар — Кирил Мерецков, маршал Совјетског Савеза[118]

## Нобелове награде
- Физика — Луис Волтер Алварез
- Хемија — Ларс Онсагер
- Медицина — Роберт В. Холи, Хар Гобинд Корана и Маршал В. Ниренберг
- Књижевност — Јасунари Кавабата
- Мир — Рене Касен (Француска)
- Економија — Награда у овој области почела је да се додељује 1969. године